# Епанешников, Александр Николаевич
Алекса́ндр Никола́евич Епанешников (род. 5 августа 1954, Елабуга, Татарстан — ум. 23 августа 1993, около Волгограда, похоронен в Елабуге) — российский военнослужащий, майор, Герой Российской Федерации (1994, посмертно). Командир поисково-спасательного отряда 250-й авиационной базы специальной группы Военно-воздушных сил в Арктике.

## Биография
Родился в городе Елабуга, Татарстан. Русский. Окончил среднюю школу № 3 в Елабуге в 1971 году, сразу после окончания поступил служить в авиационные войска Советской Армии. Окончил Балашовское высшее военное авиационное училище лётчиков в 1975 году, и поступил на службу помощником командира корабля в 708-м военно-транспортном авиационном полку Военно-транспортной авиации. С 1979 года — командир экипажа корабля Ан-12 в 245-й смешанной авиационной эскадрилье 4-й воздушной армии (Северный Кавказ). С 1984 года служил в 12-й отдельной авиационной эскадрилье в составе 13-го Государственного Научно-исследовательского института.
С 1989 года командовал поисково-спасательным отрядом 250-й авиационной базы специальной группы Военно-воздушных сил в Арктике. 23 августа 1993 года, при выполнении полётного задания по перебазированию авиационной техники по маршруту Энгельс — Астрахань, на самолёте Ан-12 произошел отказ трёх двигателей из четырёх, и командир экипажа Александр Епанешников повёл самолёт на запасной аэродром. Однако при подходе к Волгограду отказал и последний двигатель, самолёт начал падение на жилой район, но экипажу удалось направить его на лесной массив. При падении самолёт взорвался, весь экипаж погиб.
Похоронен в Елабуге.
За мужество и героизм, проявленные при выполнении воинского долга, Указом Президента Российской Федерации от 21 июня 1994 года майору Епанешникову Александру Николаевичу посмертно присвоено звание Героя Российской Федерации.
Награждён медалями.
Решением Президиума Елабужского городского Совета народных депутатов № 87 от 23 декабря 1994 года за личное мужество и героизм при исполнении воинского долга А. Н. Епанешникову было посмертно присвоено звание «Почётный горожанин Елабуги». Имя Героя в 1995 году присвоено средней школе № 3 в Елабуге.